# Antonio Gerardi
Antonio Gerardi (Potenza, 8 de marzo de 1968) es un actor y conductor radiofónico italiano.

## Biografía
Creció en el municipio de Avigliano, en la provincia de Potenza. Debutó como conductor radiofónico a los 13 años por la estación local Radio Sud, para luego darse a conocer en mayores emisoras como Radio Norba, RTL 102.5 y Radio Kiss Kiss. Entre 2003 y 2004 fue corresponsal por Le Iene, versión italiana del programa argentino Caiga quien caiga. Su debut como actor tuvo lugar con la película Il rabdomante en 2007. Desde entonces ha participado en numerosas películas y series de televisión, especialmente en el género de crimen. Sus papeles más conocidos son como El Sardo en Roma criminal, Antonio Di Pietro en 1992 y Cosimo Forcella en Última noche en Milán.

## Filmografía parcial

### Cine
- Il rabdomante (2007)
- Basilicata coast to coast (2010)
- Diaz – Don't Clean Up This Blood (2012)
- Viva la libertà (2013)
- La ragazza nella nebbia (2017)
- Padrenostro (2020)
- Io sono Babbo Natale (2020)
- L'ultimo paradiso (2021)
- El primer dia de mi vida (2023)
- Última noche en Milán (2023)
- Fuori (2025)

### Televisión
- Roma criminal (2008-2010)
- 1992 (2015)
- Non dirlo al mio capo (2016-2018)
- Io sono Mia (2019)